# EYD
Il Sistema di ortografia avanzato (in indonesiano, Ejaan Yang Disempurnakan, abbreviato in EYD) è il sistema di ortografia utilizzato per la lingua indonesiana. È noto anche con i nomi anglofoni Enhanced Spelling System e Perfected Spelling System (PSS) ed i successivi Enhanced Indonesian Spelling System (Ejaan Bahasa Indonesia Yang Disempurnakan) e Indonesian Spelling System (Ejaan Bahasa Indonesia).
Fu realizzato nel 1972 per sostituire il Republican Spelling System (RSS, chiamato anche Soewandi Spelling System, SSS), con l'obiettivo di una maggiore armonizzazione dell'ortografia in lingua indonesiana e malese.

## Cambi

### Cambiamenti rispetto al Republican Spelling System
| Cambiamenti      | Republican        | EYD               | Traduzione          |
| ---------------- | ----------------- | ----------------- | ------------------- |
| tʃ: tj diventa c | tjuma, katjang    | cuma, kacang      | solo, noccioline    |
| dʒ: dj diventa j | djual, edjaan     | jual, ejaan       | vendere, ortografia |
| j: j diventa y   | ajam, pajung      | ayam, payung      | gallina, ombrello   |
| ɲ: nj diventa ny | njonja, banjak    | nyonya, banyak    | madam, molti        |
| ʃ: sj diventa sy | sjair, masjarakat | syair, masyarakat | poesia, persone     |
| x: ch diventa kh | tarich, achir     | tarikh, akhir     | era, fine           |

### Lettere di prestito estero
Le lettere che erano state precedentemente incluse nell'ortografia repubblicana come lettere di prestiti esteri sono ufficialmente utilizzate nell'ortografia EYD.
| Lettere | Esempio             | Traduzione                     |
| ------- | ------------------- | ------------------------------ |
| f       | maaf, fakir         | dispiace (dispiacersi), povero |
| v       | valuta, universitas | valuta, università             |
| z       | zeni, lezat         | ingegnere, delizioso           |

### Q ed X
Le lettere "q" e "x" sono ancora utilizzate solo in materie scientifiche.
Esempi:
- a:b=p:q
- Sinar-X (Raggi X)

### Affissi e preposizioni
"di-" e "ke-" (affissi) possono essere distinti da "di" e "ke" (preposizioni), dove "di-" e "ke-" sono scritte insieme alle parole che lo seguono, ad esempio "diambil", "kehendak" ("venir preso", "desiderio"), mentre "di" e "ke" sono scritte separatamente dai termini che seguono, ad esempio "di rumah", "ke pasar" ("a casa", "al mercato"). Ciò è diverso dall'ex ortografia repubblicana, in cui sia "di-" che "di" sono unite alle parole che seguono.

### Reduplicazione
La reduplicazione, usata principalmente per formare il plurale, deve essere completamente scritta a lettere, quindi l'uso del numero "2" come usato nell'ortografia repubblicana non è più valido.
| Republican   | EYD             | Traduzione       |
| ------------ | --------------- | ---------------- |
| anak2        | anak-anak       | bambini          |
| ber-main2    | bermain-main    | giocare          |
| ke-barat2-an | kebarat-baratan | occidentalizzato |